# Hounslow Heath
Hounslow Heath est un espace public et une réserve naturelle locale dans le borough londonien de Hounslow. Sur les 4000 acres du Hounslow Heath historique, le parc actuel ne couvre actuellement que 200 acres (82 hectares).

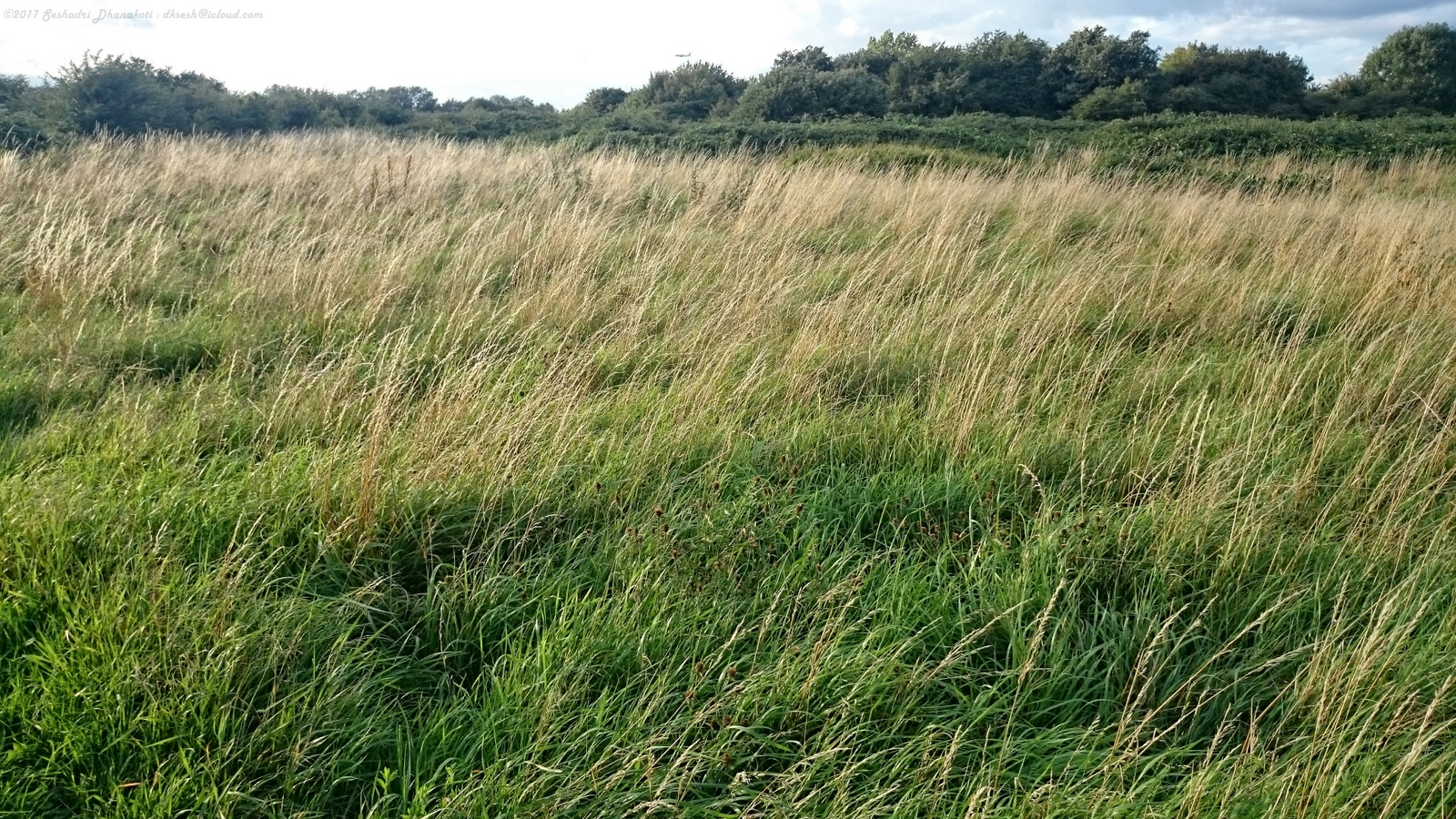
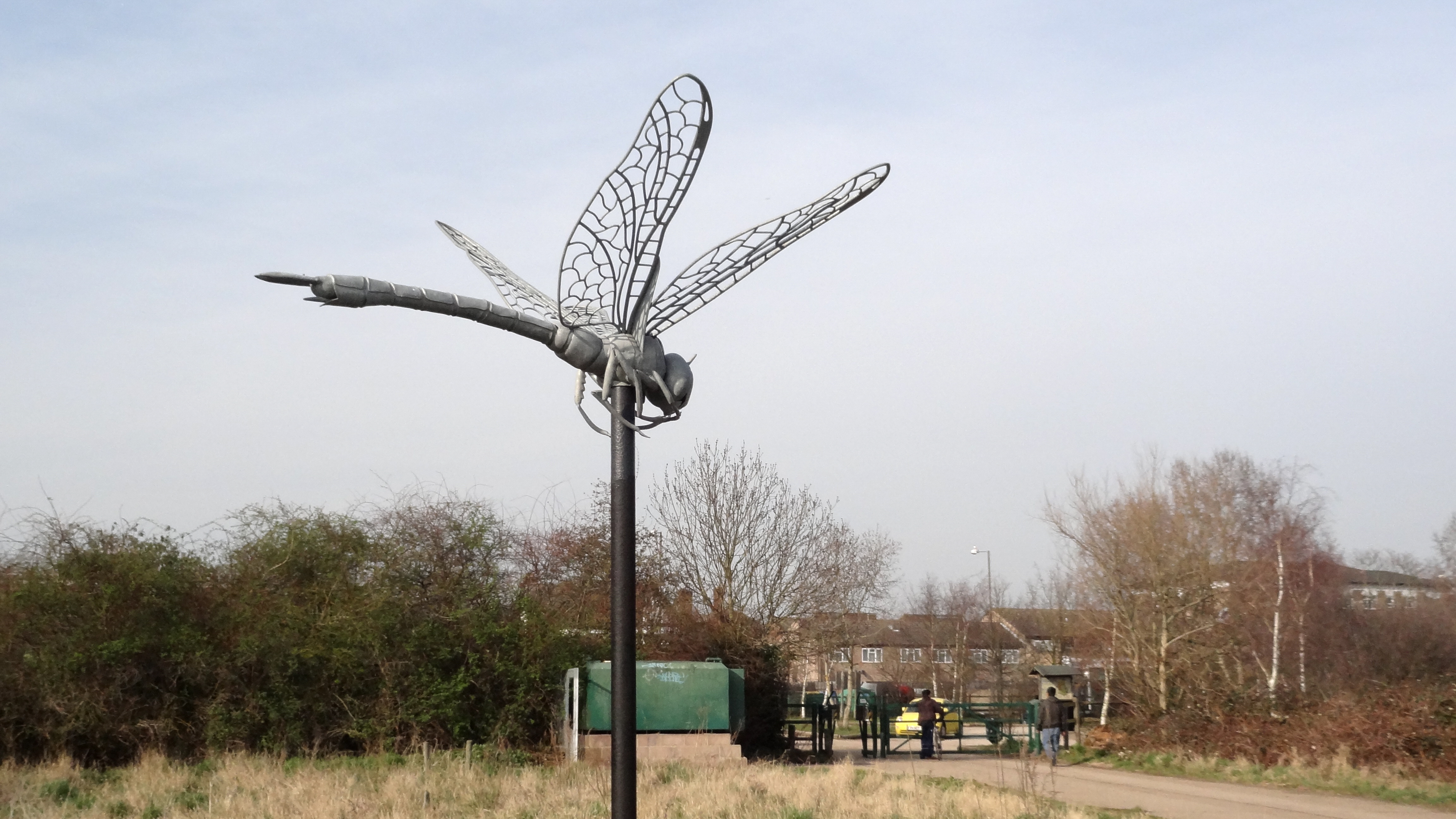
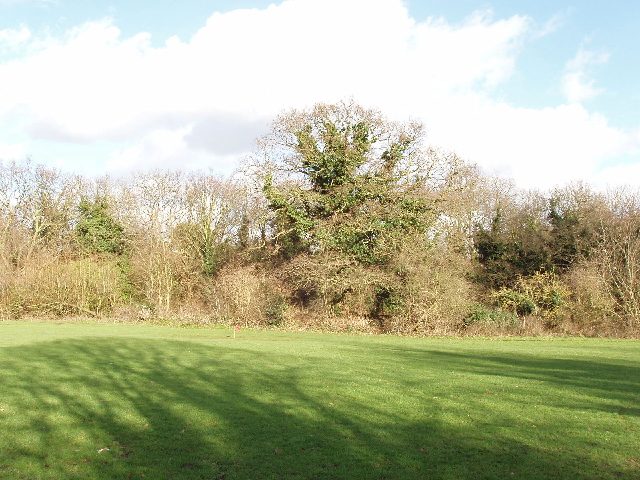
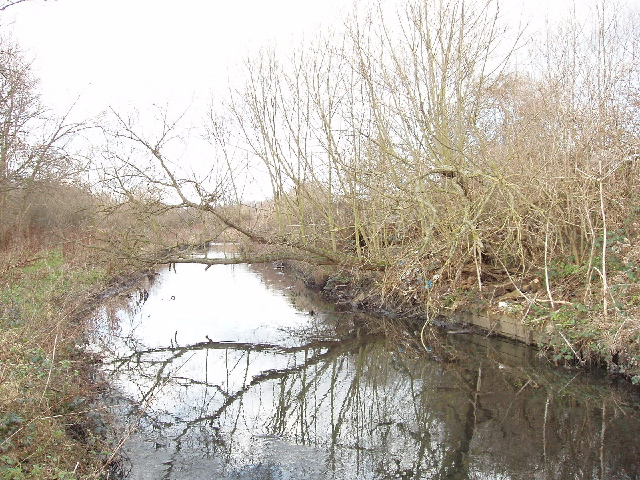

## Sources
- (en) Cet article est partiellement ou en totalité issu de l’article de Wikipédia en anglais intitulé « Hounslow Heath » (voir la liste des auteurs).